# Augustusweg (Radebeul)
Der Augustusweg ist eine Innerortsstraße in der sächsischen Stadt Radebeul, in den Stadtteilen Serkowitz und Oberlößnitz. Sie stellt die Verbindung dar zwischen der wichtigsten Längsachse von Radebeul, der Meißner Straße auf Höhe des Lößnitzgrunds, und der Nachbarstadt Dresden (Junge Heide). Der auf Radebeuler Gebiet etwa 2,3 Kilometer lange Augustusweg ist Teil einer Altstraße, des gleichnamigen kirchlichen Amtswegs zwischen Meißen und Stolpen (siehe Dresdner Heide #Bischofsweg und Augustusweg).

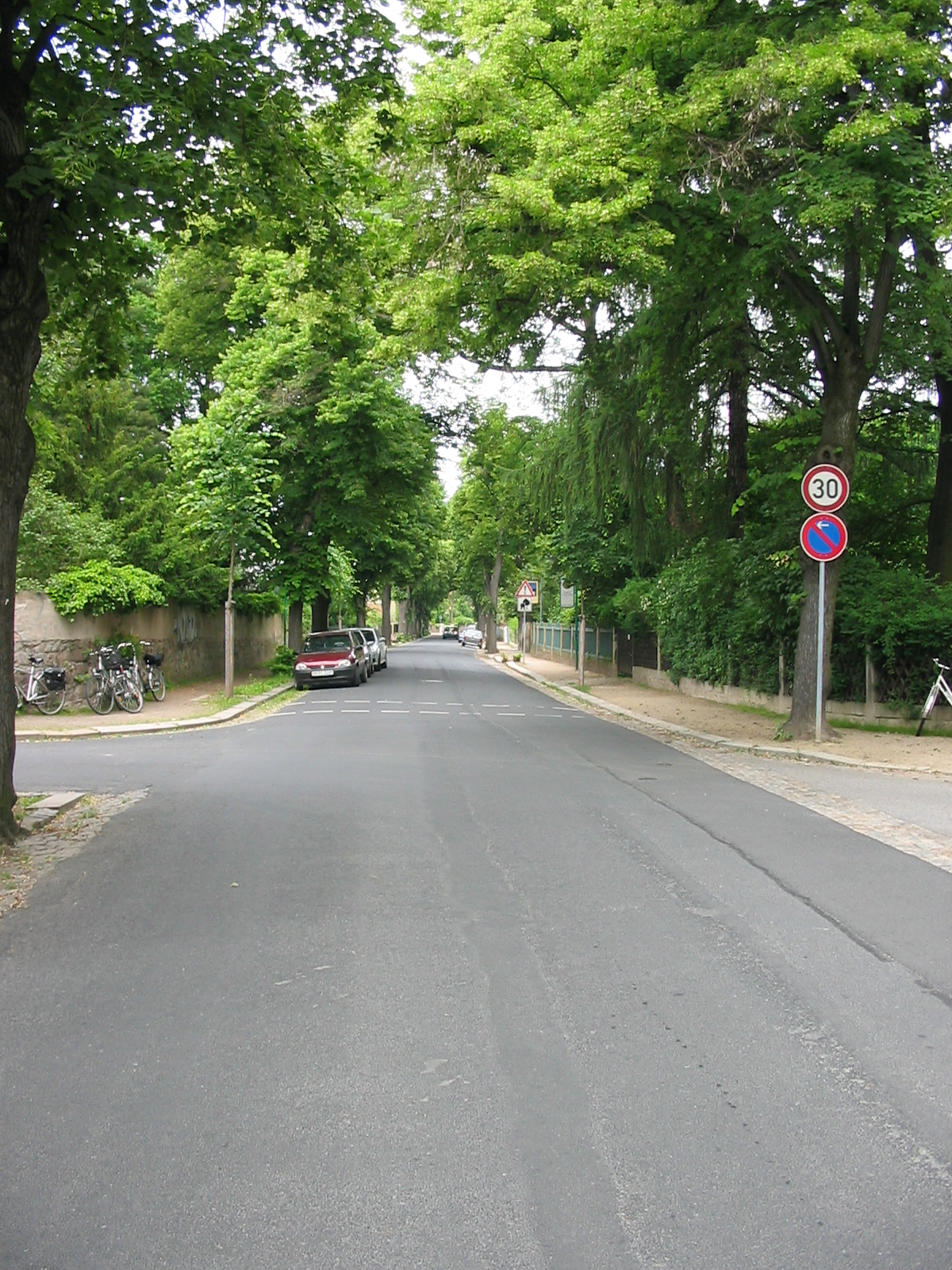
Augustusweg, vom Eduard-Bilz-Platz nach Westen; zugleich die Kreuzung mit der Eduard-Bilz-Straße

Auf Dresdner Gebiet und auf Boxdorfer Gebiet geht der Augustusweg als Straße weiter, bis er dann wieder auf Dresdner Gebiet als Waldweg weiterläuft, südlich vom Autobahnkreuz Dresden-Hellerau durch die Autobahn unterbrochen wird, dann die B170 kreuzt und Richtung Osten weiterläuft.
Der Radebeuler Augustusweg wird, zusammen mit der Bennostraße und der Weinbergstraße, im Dehio-Handbuch erwähnt als Beispiel für die alte Kulturlandschaft aus Herrenhäusern am Hang und Lusthäusern oberhalb der Steillagen-Weinberge, die durch den mittelalterlichen Weinbergsbesitz des Dresdner und Meißnischen Adels sowie in der neuzeitlichen Nachfolge durch reiche Bürger entstand.

## Bebauung

Augustusweg 76 bis 114 unterhalb der nördlich gelegenen, verwaldeten Steillage

Die Benummerung der Hausadressen beginnt an der Meißner Straße auf der Ostseite der Straße, d. h. von dort aus verlaufen auf der rechten Straßenseite die Nrn. 1 bis 105, auf der linken Straßenseite geht es bis zur Nr. 114, auch die Nr. 116 war bis 1988 mit dem Augustenhaus bebaut, ist heute aber beräumt.
Zahlreiche der am Augustusweg liegenden Gebäude stehen heute unter Denkmalschutz und sind daher in der Liste der Kulturdenkmale in Radebeul-Serkowitz und in der Liste der Kulturdenkmale in Radebeul-Oberlößnitz aufgeführt, teilweise unter Adressen von Nebenstraßen:
- Serkowitz: Gasthof „Weißes Roß“ (Meißner Straße 148), Villa „Sibi et Amicis“ (Nr. 1), Haltepunkt Weißes Roß (Nr. 2), Nr. 3, Nr. 5,[2] Trafostation Augustusweg, Nizzastraße 19, Nr. 13a, Haus Pinkes (Nr. 18), Nr. 22, Nrn. 25/25a/25b[3]
- Oberlößnitz: Nr. 4, Nr. 43, Villa Sonnenhof (Eduard-Bilz-Straße 46),[4] Villa Sommer (Nr. 44),[2] Nr. 46, Nr. 47, Haus Sorgenfrei (Nr. 48),[5][6] Eduard-Bilz-Straße 54, Haus Rudell (Eduard-Bilz-Straße 37), Villa Olga (Nr. 51a), Nr. 67, Nr. 71, Haus Schmieder (Nr. 76), Nr. 77, Rundhaus (Nr. 80a), Nr. 82, Nr. 88, Haus Windisch (Nrn. 90/92)[2], Nr. 96, Meyer-Villa (Nr. 100), Hagensche Villa (Nr. 105), Jägerberg (Nr. 110),[2] Ermelhaus (Nrn. 112/112a), Kursächsischer Grenzstein, Fiedlerhaus (Nrn. 114/114a-g/116/116a)

Ab der Nr. 44 (Villa Sommer) gehört die Nordseite des Augustuswegs mit allen geradzahligen Anwesen zum Denkmalschutzgebiet Historische Weinberglandschaft Radebeul; zudem befindet sich dort das Landschaftsschutzgebiet Lößnitz. Die oberhalb des Augustuswegs gelegenen Weinberge gehören zur Lage Radebeuler Goldener Wagen.
Auf dem Augustusweg 42 steht die Grundschule Oberlößnitz, und in der Villa Wach (Nr. 62), die zu DDR-Zeiten noch unter Denkmalschutz stand, befindet sich der Wohnbereich „Wach’sche Villa“ der Kinderarche Sachsen.
Haus Sorgenfrei wurde 1905 in Dehios Schnellinventar als Kunstdenkmal aufgeführt, in der Denkmalinventarisation von Gurlitt 1904 war darüber hinaus die Villa Wach beschrieben. Zu DDR-Zeiten galt das Ensemble aus Bennoschlösschen (Bennostraße 35) und Haus Steinbach (Bennostraße 41) sowie dem benachbarten Haus Sorgenfrei (Augustusweg 48) als Denkmal der Kulturgeschichte.

## Namensgebung

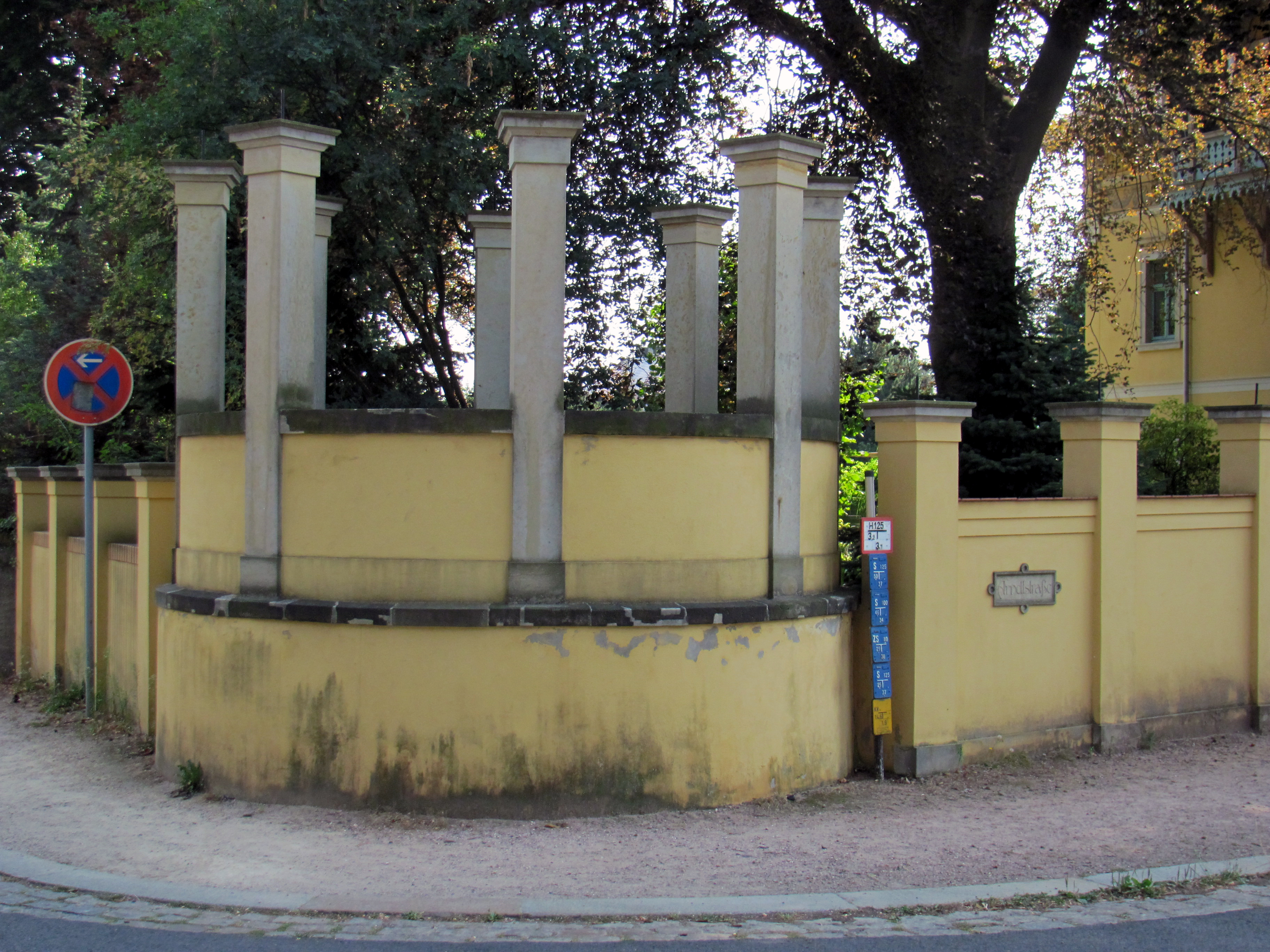
Sandsteinernes Straßenschild Arndtstraße an der Einfriedung der Villa von Moritz Ziller

Der Name Augustusweg ist für diesen kirchlichen Amtsweg seit mindestens 1624 belegt. Von 1897 bis 1934 trug der Oberlößnitzer Teil den Namen Schulstraße wegen der anliegenden Oberlößnitzer Schule (Nr. 42). Der Serkowitzer Teil der Straße erhielt 1897 den Namen Obere Hauptstraße, der jedoch wegen der Eingemeindung von Serkowitz nach Alt-Radebeul 1905 in Arndtstraße umgewidmet wurde.
1934, mit der Eingemeindung von Oberlößnitz nach Radebeul, erhielten beide Straßenteile wieder gemeinsam den bis zum 19. Jahrhundert geltenden Namen Augustusweg.

## Anwohner
- Serkowitz: Gustav Ziller, Moritz Ziller, Günter Schmitz. Baufirma „Gebrüder Ziller“
- Oberlößnitz: Christian Gottlieb Ziller, Ernst Ziller, Moritz Ziller, Gustav Ziller, Paul Ziller, Otto Ziller, Helmut Heinze, Eduard Bilz, Alfred Tischer, Christian Friedrich von Gregory, Erhard Hippold, Gussy Hippold-Ahnert, Rudolf Pätzold, Edward Goschen, Gustav von Metzsch, Felix Wach, Gerhard Meyer, Heinrich Conradi, Robert Thren